# Jarenga
Jarenga (russisk: Яренга, tr. Jarenga; komi: Еринь, tr. Jerin) er en flod i Republikken Komi og Arkhangelsk oblast i Rusland og en biflod til Vytjegda fra højre. 
Floden har sit udspring i regionen Ust-Vymskom i Republikken Komi, 5 kilometer sydøst for stationen Vezjajka. Floden løber først nord på, før den svinger vest på, så syd på og der efter sydøst på. Floden er 152 kilometer lang hvoraf 70 kilometer er i Komi og 82 kilometer i Arkhangelsk oblast. Floden udmunder i Vytjegda 5 kilometer nedenfor landsbyen Jarensk. 
Jarenga fryser almindeligvis til i midten af oktober og bliver først isfri igen omkring månedsskiftet april/mai. Langs den øvre del af floden er der meget fyrre- og lærkeskov langs bredden. I selve floden findes fisk som laks, gedde, aborre, stalling, skalle, knude og hork.
Af bifloder fra venstre må nævnes Malaja Jarenga, Efimov rutsjej, Sazondjol, Vezjaj, Kus, Gimn, Urbasj, Siarevo, Krjokovka og Intom, fra højre Tsjelev rutsjej, Kidbjol, Surojol, Uktym, Otsjeja, Tsjervenka og Kizjmola. Floden løber gennem bosættelserne Jarenga, Panty, Ust-Otsjeja, Savkino, Tohta, Lysimo, Bogoslovo, Paladino Øvre Bazluk og Zapan Jarenga.